# Jesús Sánchez Japón
Jesús Sánchez Japón (Coria del Río, 26 de novembre de 1974) és un exfutbolista andalús, que ocupava la posició de migcampista.

## Trajectòria
Sorgeix del planter del Reial Betis, tot jugant al filial des de 1992 fins a 1997. Però, no arriba a debutar amb el primer equip en Lliga. L'estiu de 1997, en busca d'oportunitats, marxa al Recreativo de Huelva, tot aconseguint l'ascens a Segona, fita que repetiria l'any següent, ara a les files del Llevant UE.
Amb els valencians debuta a Segona Divisió a la campanya 99/00, tot disputant 33 partits i marcant 4 gols. Estes xifres possibiliten que el fitxe el Reial Valladolid. El migcampista jugaria amb el quadre val·lisoletà entre 2000 i 2005, totes en Primera tret de la temporada 04/05. No va arribar a aconseguir la titularitat, tot i que va gaudir d'una bona quantitat de minuts. Disputa 102 partits de Lliga i marca 8 gols amb els castellans abans de retirar-se el 2005 a causa d'una lesió al genoll.